# Кведа-Кинчха
Кведа-Кинчха (груз. ქვედა კინჩხა) — село в Грузии, на территории Хонийского муниципалитета края (мхаре) Имеретия.

## География
Село находится в западной части Грузии, на правом берегу реки Окаце, на расстоянии приблизительно 18 километров (по прямой) к северо-востоку от города Хони, административного центра муниципалитета. Абсолютная высота — 806 метров над уровнем моря.

## Население
По результатам официальной переписи населения 2014 года, в Кведа-Кинчхе проживало 73 человека (46 мужчин и 27 женщин). В национальной структуре населения грузины составляли 100 %.
| Год  | Население, человек |
| ---- | ------------------ |
| 2002 | 143                |
| 2014 | ↘ 73               |